# Красный бархат (торт)
Торт Красный бархат (англ. red velvet cake) — шоколадный торт тёмно-красного, ярко-красного или красно-коричневого цвета. Традиционно готовится как слоёный пирог с глазурью из сливочного сыра.
Для приготовления торта используют пахту или кефир (в нетрадиционном рецепте), сливочное масло, муку, какао и свёклу или красный пищевой краситель. Количество какао варьируется в разных рецептах. Обычно используется глазурь из сливочного сыра или кремовая глазурь.

## История
Книга Джеймса Бирда 1972 года American Cookery предлагает три рецепта торта «Красный бархат», различающиеся количеством жира и сливочного масла. Во всех вариантах применяется красный пищевой краситель, но взаимодействие уксуса и пахты, как правило, лучше выявляет красные антоцианы в какао. До того, как стала широко доступной более щелочная «голландская обработка» какао, красный цвет получался интенсивнее. Вероятно, из-за своей окраски десерт стал называться «красный бархат», отсюда, видимо, происходят название «пища дьявола» и некоторые другие.
В период Второй мировой войны продуктов не хватало, поэтому пекари использовали варёную свёклу для улучшения цвета торта. Варёная тёртая свёкла или свёкла для детского питания упоминаются в некоторых рецептах торта. Во времена Великой депрессии торт был популярной закуской.
В Канаде десерт продавался в ресторанах и булочных сети магазинов «Eaton’s» в 1940-х и 1950-х годах. Торт позиционировался «Eaton’s» как особый, эксклюзивный товар. Сотрудники, знавшие рецепт торта, были обязаны хранить его в секрете, поэтому распространилось мнение, что торт изобрела основательница сети магазинов Флора Итон (хотя это не соответствовало действительности).
Рост популярности этого торта частично связано с фильмом 1989 года «Стальные магнолии», в котором тортом жениха (южная традиция) является торт «Красный бархат», выполненный в форме броненосца.

## Разновидности
Помимо различных вариантов блюда, выпускаются различные продукты «с ароматом Red Velvet». Например, это чай, печенье «Поп-тартс», вафли, алкогольные напитки, протеиновые порошки, латте. Также выпускаются свечи и освежители воздуха с этим ароматом.
Для аллергиков и людей, не употребляющих в пищу те или иные компоненты торта, существуют «вегетарианские», «безглютеновые» торты, а также торты без молочных продуктов.

## Галерея

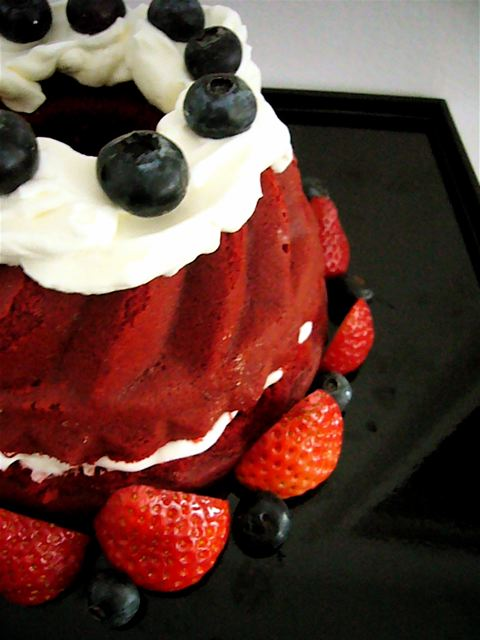
Яблочный пирог со взбитыми сливками, голубикой и клубникой «Красный бархат»
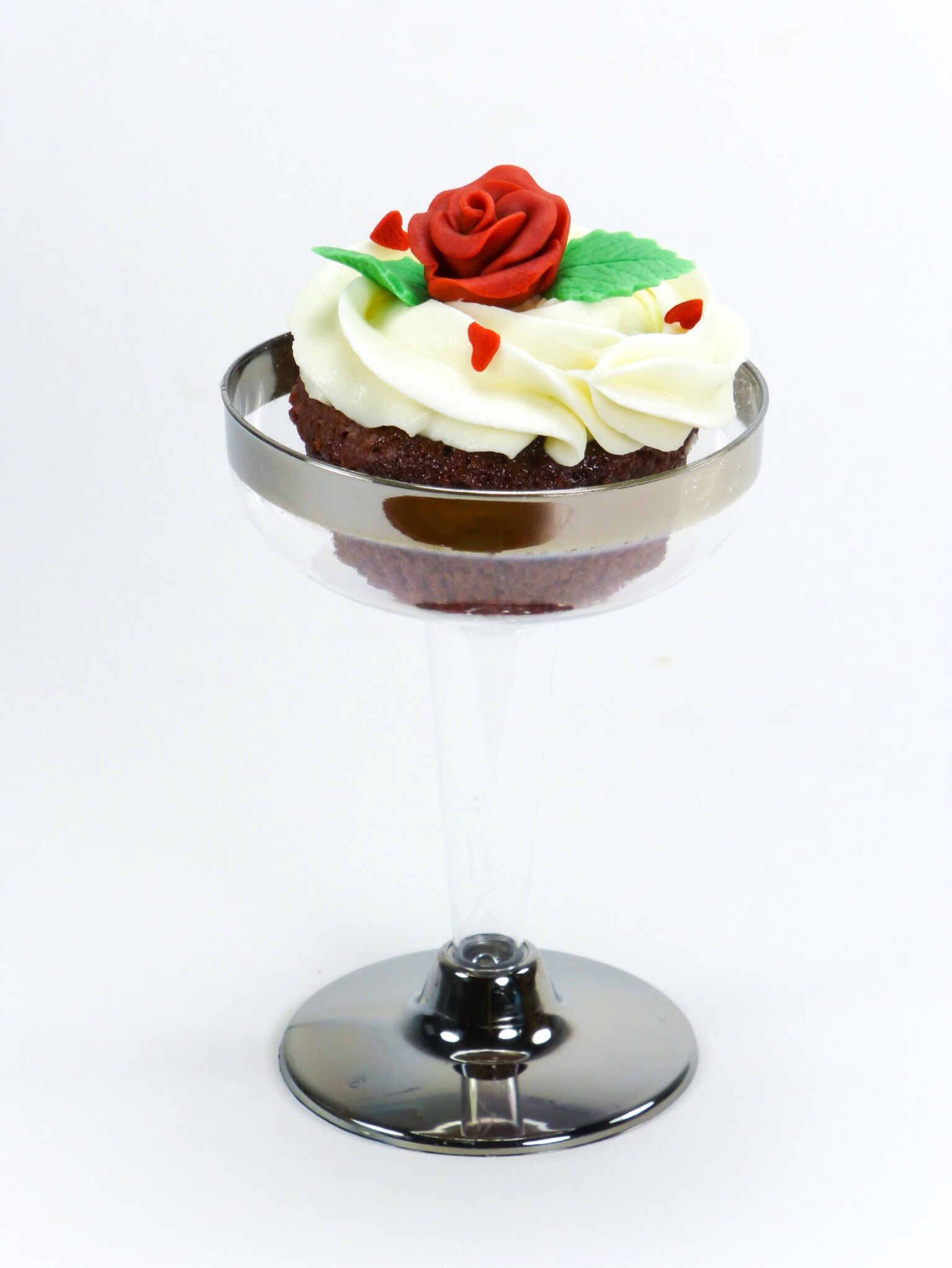
Пирожное «Красный бархат»
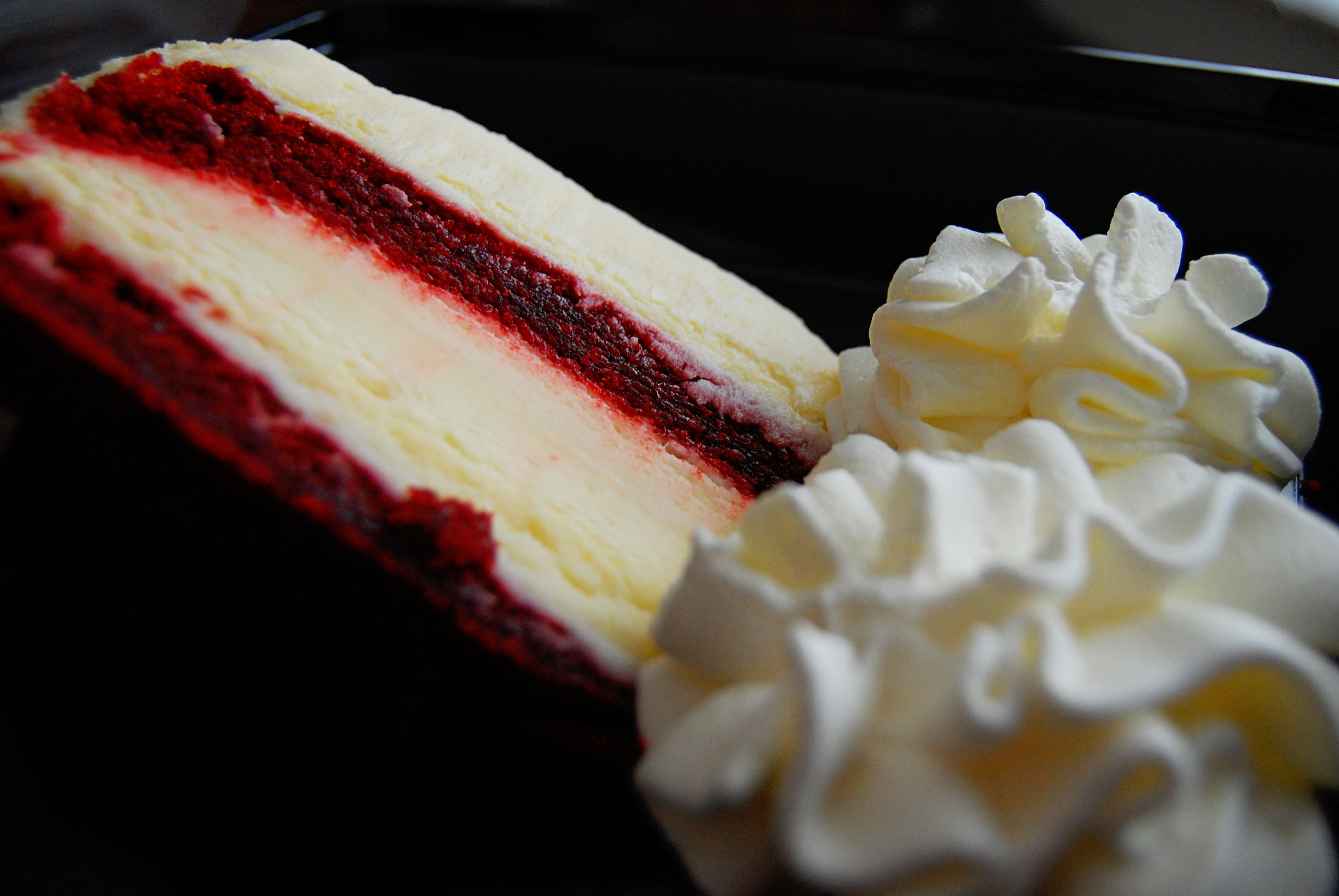
Чизкейк «Красный бархат»